# Johanna Lucretia (schip, 1945)
De Johanna Lucretia is een 28,65 meter lange Britse schoener  die in 1945 is gebouwd te Gent. Ze was oorspronkelijk gebouwd als visserijschip maar is hiervoor nooit gebruikt. In 1954 werd de Johanna Lucretia omgebouwd tot recreatief schip.
Het schip kwam voor in meerdere films en tv-series: The Riddle of the Sands uit 1978, Amazing Grace en Cabin Fever.

## Enkele foto's van de Johanna Lucretia

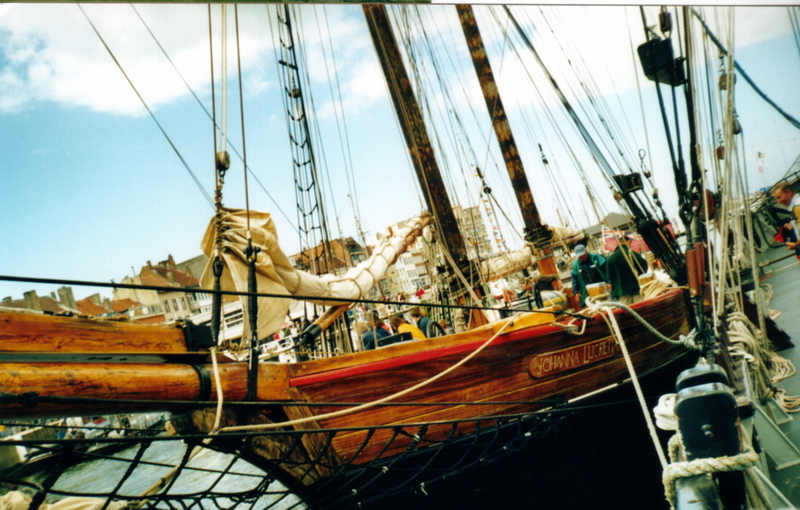
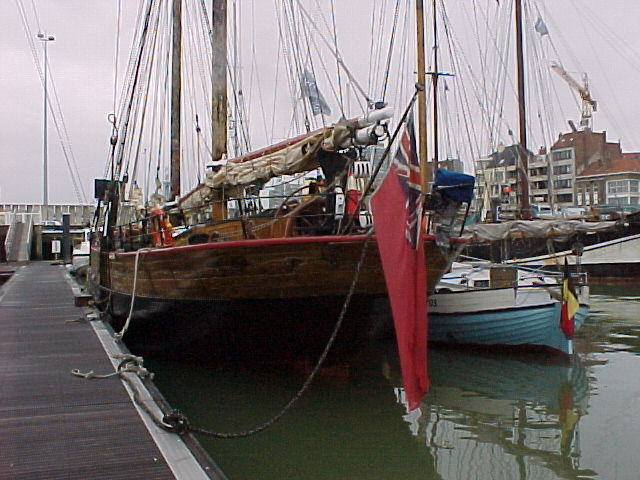
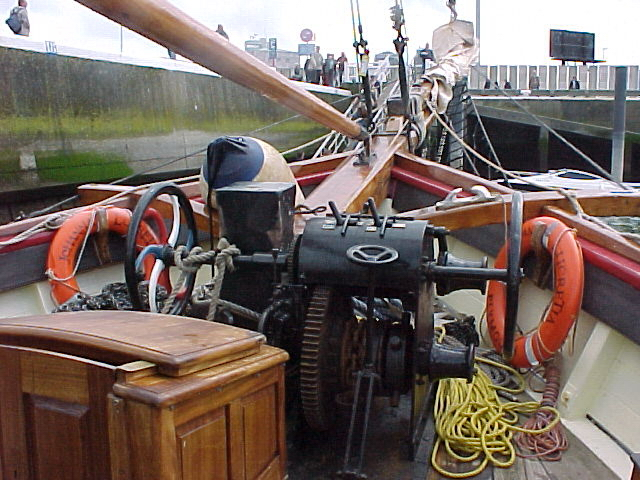
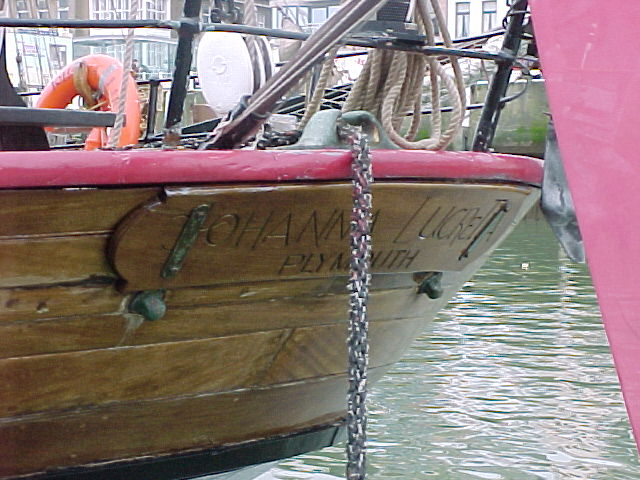
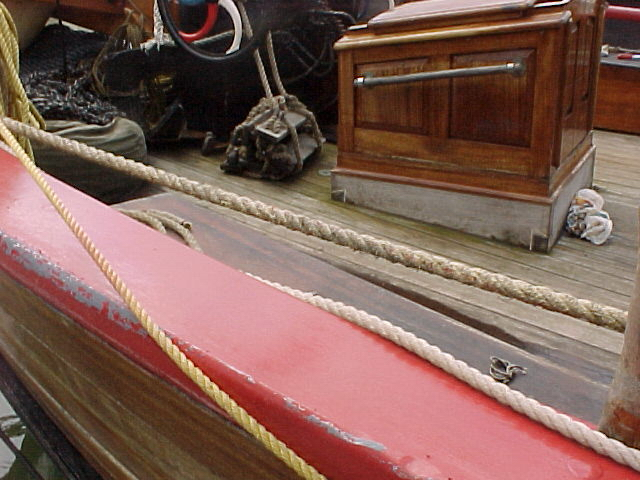
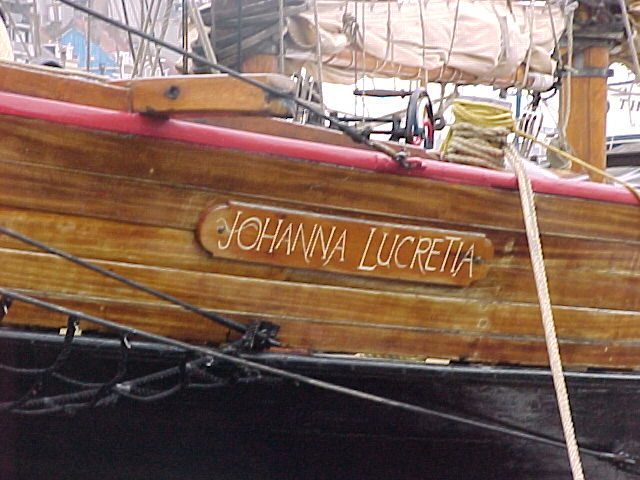
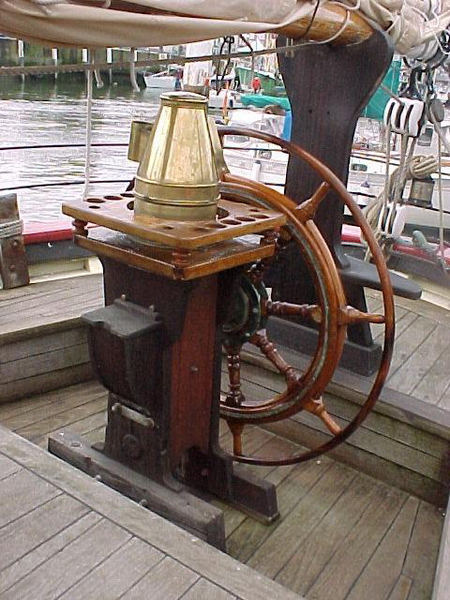
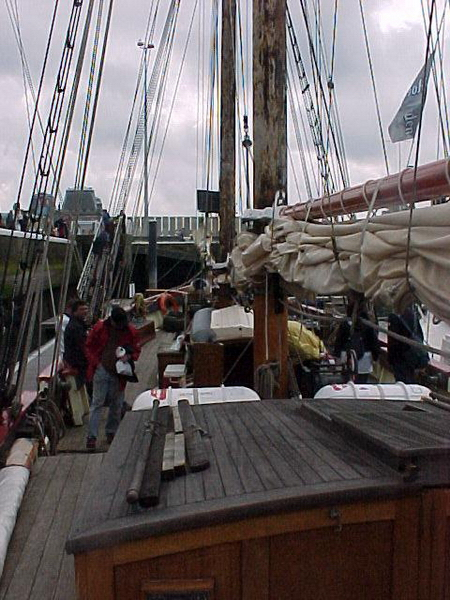